# Guitare rythmique
Pour les articles homonymes, voir rythmique.

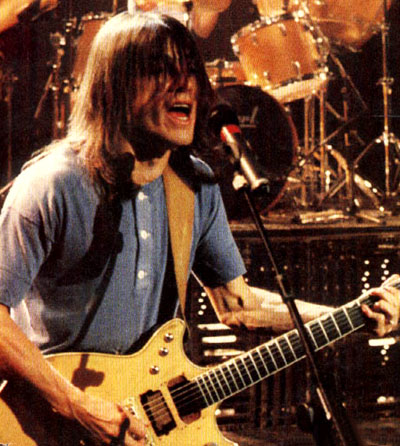
Malcolm Young, guitariste rythmique d'AC/DC.

La guitare rythmique a pour rôle de soutenir un instrument soliste (voix, instrument solo) au sein d'un orchestre, dans des registres très variés : blues, country, flamenco, jazz, musette, rock, ranchera, reggae…

## Présentation
En musiques actuelles, soit les styles déjà cités, c'est le premier rôle de la guitare : impliquer un groupe de cordes, soit un accord, générant un volume sonore suffisant pour que cet instrument soit audible au milieu des cuivres, des percussions, etc. ; on attribue donc tout naturellement cette fonction, encore de nos jours, à la guitare acoustique, aussi appelée guitare d'accompagnement.[réf. souhaitée]
À partir du début des années 1950, l'amplification a apporté un gain en volume, permettant l'élaboration de techniques plus sophistiquées dans ce rôle rythmique, notamment par l'inclusion d'arpèges pour varier les accompagnements.
Techniquement, le guitariste rythmique plaque des accords, soutient et organise l'harmonie d'un morceau. Mais selon l'organisation des morceaux et sa technique, ce rôle peut aussi évoluer vers celui d'un guitariste soliste, notamment dans le cas particulier d'un unique guitariste dans l'orchestre ou le groupe. Dans ce cas, le guitariste passe tantôt de l'accompagnement rythmique au solo, ce qui demande une grande expertise technique et beaucoup d'énergie. C'est notamment le cas de Jimi Hendrix, Pete Townshend (The Who), Eddie Van Halen (Van Halen), Paul Weller (The Jam), ou encore Brian May (Queen).
Dans le domaine de la musique blues, rock et heavy metal, les plus célèbres guitaristes rythmiques sont Keith Richards des Rolling Stones, John Lennon des Beatles, Rick Parfitt de Status Quo, Malcolm Young d'AC/DC, Rudolf Schenker de Scorpions, James Hetfield de Metallica, Joe Strummer des Clash, Brad Whitford d'Aerosmith, Nikka Costa[Information douteuse]. Nile Rodgers est une référence pour ce qui est de la guitare rythmique dans le funk. Dans le domaine du jazz, citons Freddie Green qui a fait partie de divers orchestres dont celui de Count Basie.